# 阿蒂尼 (孚日省)
阿蒂尼（法語：Attigny，法語發音：[atiɲi] ⓘ）是法国大東部大區孚日省的一个市镇，属于埃皮纳勒区。

## 地理
阿蒂尼（48°3'53"N, 6°2'9"E）面积16.08 平方千米，位于法国大東部大區孚日省，该省份为法国东北部内陆省份，北起默兹省和默尔特-摩泽尔省，西接上马恩省，南至上索恩省和贝尔福地区省，东临上莱茵省和下莱茵省。
与阿蒂尼接壤的市镇（或旧市镇、城区）包括：索恩河畔蒙蒂勒、农维尔、贝尔蒙莱达尔内、布勒尔维尔、克洛东、达尔内、埃讷泽勒。

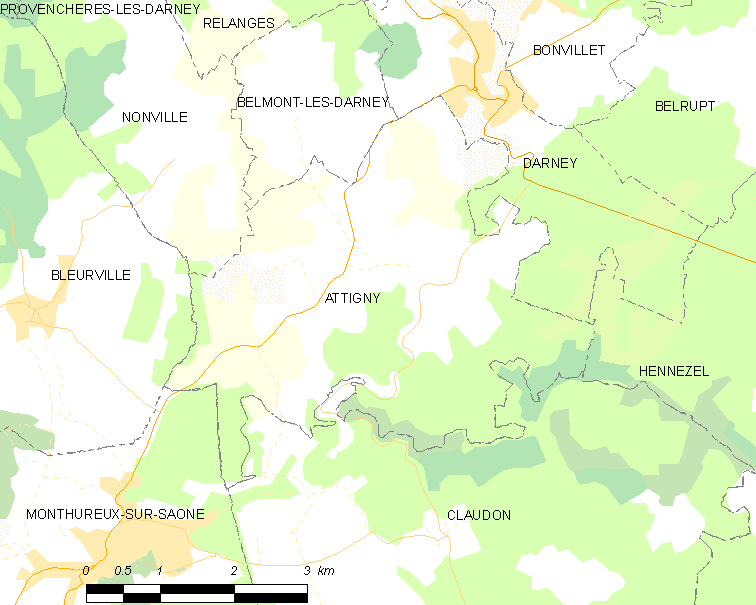
的OSM定位图

阿蒂尼的时区为UTC+01:00、UTC+02:00（夏令时）。

## 行政
阿蒂尼的邮政编码为88260，INSEE市镇编码为88016。

## 政治
阿蒂尼所属的省级选区为达尔内县。

## 人口

1962-2008年间人口变化图示

阿蒂尼于2022年1月1日时的人口数量为202人。